# Angelo Branduardi

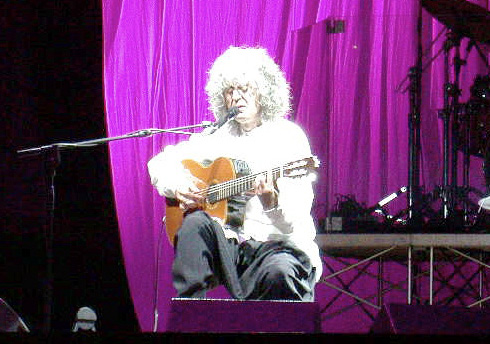
Angelo Branduardi en concierto. Nápoles, Italia.

Angelo Branduardi (12 de febrero de 1950) es un cantante pop / folk italiano.

## Biografía
Nació en Cuggiono, una pequeña ciudad en la provincia de Milán. Muy temprano se trasladó con su familia a Génova. Allí estudió violín clásico en la escuela local de música. Fue considerado niño prodigio y llegó a actuar varias veces en público a edad temprana. A los 14 años sufrió una enfermedad pulmonar a causa de la mala postura al sostener el violín. El hecho provoca que se dedique a la guitarra que, al ser un instrumento mucho más popular y según propia confesión, le ayudó a relacionarse y vencer su timidez adolescente. Empezó a musicalizar poemas de Dante, Petrarca o Neruda y a cantar con su guitarra en cualquier sitio donde le llamasen. A los 18 años compuso Las confesiones de un malandrín, hoy todavía una de sus mejores canciones. Hizo de telonero de grupos míticos como Le Orme, Banco del Mutuo Soccorso o Il Rovescio della Medaglia. Por entonces ya había olvidado su idea de ser orquestista y estaba decidido a convertirse en músico.
Completo multiinstrumentista (guitarra, violín, flautas, armónica, piano...) suele rodearse de instrumentos muy diversos (arpa, clavicémbalo, oboe, trombón, entre otros) y le gusta iniciar sus conciertos con una pequeña improvisación mientras afina con los músicos en re: «porque si el primer re es bonito, todo llega solo al escenario».
Se casó con Luisa Zappa, la cual escribió las letras de muchas de sus canciones. Luisa fue la traductora de los poemas de Yeats, que luego se usaron en el disco Branduardi canta Yeats. Tienen dos hijas, Sarah y Maddalena, también músicas.
También compuso bandas sonoras para muchos filmes de la RAI, como Vanità di vanità para la película Sed buenos... si podéis , en donde él mismo hace algunas pequeñas apariciones.

## Estilo
Los temas de Branduardi se inspiran en letras de fábulas de la tradición oriental, textos de antiguos poetas, cantos y leyendas populares británicas o cuentos indios de épocas muy antiguas: mitos, fábulas, fantasías, en torno a las cuales se forman sus canciones, en las que tiene especial relevancia su mujer Luisa, pues consigue dar con las imágenes y las palabras adecuadas a su música. 
A diferencia de otros artistas italianos, y pese a su indudable calidad y originalidad, la obra de Branduardi en España no ha tenido demasiado eco más allá de un círculo de público fiel y reducido. Cabe recordar una versión en catalán de una canción suya («Cogli la prima mela») que interpretó Marina Rossell y que se hizo bastante popular.

## Discografía
- Angelo Branduardi (1974)
- La luna (1975)
- Alla fiera dell'est (1976)
- La pulce d'acqua (1977)
- Cogli la prima mela (1979)
- Gulliver, la luna e altri disegni (1980)
- Branduardi '81 (1981)
- Cercando l'oro (1983)
- State buoni se potete (1983)
- Branduardi canta Yeats (1986)
- Pane e rose (1988)
- Il ladro (1990)
- Musiche da film (1992)
- Si può fare (1992)
- Confesiones de un malandrín (1993, recopilación en lengua española)
- Domenica e lunedì (1994)
- Camminando camminando (1996, en directo)
- Futuro antico I (1996)
- Il dito e la luna (1998, letras de Giorgio Faletti)
- Studio Collection (1998, recopilación)
- Futuro antico II (1999)
- L'infinitamente piccolo (2000)
- Futuro antico III (2002)
- Altro ed altrove (2003)
- The Platinum collection (2005, recopilación)
- Futuro antico IV (2007)
- Futuro antico V (2009)
- Senza spina (2009, en directo)
- Futuro antico VI (2009)
- Futuro antico VII (2010)
- Così è se mi pare (2011)
- Il rovo e la rosa - ballate d'amore e morte (2013)
- Futuro antico VIII (2014)